# Гора МакЛеннан
77°35′00″ пд. ш. 162°55′59″ сх. д. / 77.5833° пд. ш. 162.933° сх. д.
Гора МакЛеннан — гора, що здіймається на 1600 метрів (5250 футів) на північній стороні долини Тейлор, поблизу вершин льодовика "Канада", льодовика Співдружності та льодовиків Лофтуса на Землі Вікторії, Антарктида. Він був названий К. С. Райтом з Британської антарктичної експедиції (1910–1913) на честь професора МакЛеннана, фізика з Університету Торонто, Канада .
Геолог Томас Е. Берг загинув під час аварії вертольота (19.11.69) на схилі гори Макленнан. Також загинув оператор з Нової Зеландії Джеремі Сайкс.